# شركة هيتاشي زوسن
شركة هيتاشي زوسين (日立造船株式会社) هي شركة صناعية هندسية كبرى في اليابان. وهي تنتج محطات معالجة النفايات والمحطات الصناعية والآلات الدقيقة والمحطيات الصناعية ومعدات عملية مصنع الصلب وهياكل الصلب الآلات البناء وآلات حفر الأنفاق ومحطات توليد الكهرباء. على الرغم من اسمه ، فإن شركة هيتاشي زوزين ، التي تعني الكلمة الأخيرة حرفياً بناء السفن ، لم تعد تبني السفن ، بعد أن انفصلت عن العمل إلى شركة يونيورسال شيببولد في عام 2002 ، ولا هي شركة كيريتسو لشركة هيتاشى بعد الآن.

## تاريخ
تعود أصول شركة هيتاشي زوسن إلى الأول من أبريل عام 1881، عندما أسس رجل الأعمال البريطاني إدوارد إتش هانتر Osaka Iron Works (大阪鉄工所 Ōsaka Tekkosho) في أوساكا لتطوير صناعة الصلب وبناء السفن اليابانية. كان هانتر قد وصل إلى اليابان في عام 1865 وأنشأ حوض بناء السفن أونوهاما في كوبي قبل أن ينتقل إلى أوساكا ويؤسس حوض بناء سفن جديد عند تقاطع نهري ناكاتسو وأكي والذي كان قادرًا على بناء السفن التي يقل إزاحتها عن 1000 طن. تم إطلاق سفينته الأولى، هاتسومارو ، في عام 1882.  كان هانتر ينوي بناء شركة مكتفية ذاتيا بشكل كامل، وتنتج أيضا المحركات والغلايات والجسور ومعدات الري.
تم إنشاء منشأة إضافية في مجرى نهر آجي في ساكوراجيما في عام 1900 للتعامل مع بناء السفن التي يزيد وزنها عن 1000 طن. تم إطلاق ناقلة النفط الأولى التي تم بناؤها في اليابان، والتي يبلغ وزنها 531 طنًا، في عام 1908 لشركة ستاندرد أويل . 
تم بناء حوض بناء السفن الآخر في إينوشيما، هيروشيما في عام 1911. قام هانتر بتغيير اسمه إلى "هانتا" في عام 1915 بعد زواجه من امرأة يابانية، وبعد تحويل الشركة إلى شركة مساهمة ، سلمها إلى ابنه، ريوتارو هانتا في عام 1915. وواصلت الشركة ازدهارها، حيث أضافت حوض بناء السفن بينجو في عام 1919، ومصنع بناء السفن هارادا في عام 1920، وحوض بناء السفن هيكوجيما في عام 1924. تم تصميم وبناء العديد من الجسور الحديدية في أوساكا والمناطق المحيطة بها بواسطة شركة أوساكا للحديد. كما بدأت الشركة في التوسع في مجال المعدات الخاصة بمحطات الطاقة الكهرومائية في عام 1924. 
أعيد تنظيم الشركة في عام 1934، وأصبحت تحت السيطرة الكاملة لشركة نيسان زايباتسو ، وتمت إعادة تسميتها إلى KK Nihon Sangyō Osaka Tekkoshō . 
في حين ذهبت معظم العقود المربحة لبناء السفن الحربية البحرية للبحرية الإمبراطورية اليابانية إلى منافسي شركة أوساكا للحديد، فقد قامت الشركة ببناء عدد كبير من السفن المساعدة الأصغر حجمًا مثل كاسحات الألغام ، وسفن الإنزال ، وغواصات النقل، وشاركت في تحويل السفن التجارية القديمة للاستخدام العسكري. قامت شركة هيتاشي زوسين أيضًا ببناء كومانو مارو ، وهي حاملة طائرات نقل، في مصنعها في إينوشيما في عام 1945. خلال الحرب العالمية الثانية ، توسعت شركة أوساكا للحديد من خلال فتح حوض بناء سفن جديد في كاناغاوا والاستحواذ على حوض بناء السفن موكايشيما الموجود في عام 1943. كما تم تغيير اسمها إلى شركة هيتاشي زوسين في عام 1943.
بعد استسلام اليابان في نهاية الحرب العالمية الثانية، وفي ظل سياسة الديمقراطية الاقتصادية التي انتهجتها حكومة اليابان العليا (حل شركة زايباتسو والمؤسسات التجارية الكبرى)، انفصلت الشركة عن شركة هيتاشي المحدودة في عام 1947. منذ ذلك الحين أصبحت شركة هيتاشي زوسن مستقلة عن شركة هيتاشي أو مجموعة نيسان على الرغم من أنها لا تزال عضوًا في Shunko-kai و Shunko Kowa-kai .  استأنفت شركة هيتاشي زوسن عملياتها بسرعة باعتبارها شركة لبناء سفن الصيد والنقل الساحلي. بحلول عام 1955، برزت شركة هيتاشي زوسين كواحدة من أكبر شركات بناء السفن في اليابان. كما توسعت الشركة في أسواق أخرى. في عام 1957، كجزء من التعاون التقني مع شركة B&W Diesel في الدنمارك ، قامت شركة هيتاشي ببناء أكبر محرك ديزل في العالم. كما أتمت الشركة أول مشروع مصنع جاهز للاستخدام في الخارج مع الانتهاء من بناء مصنع للأسمدة الكيماوية في الهند في عام 1964. وفي مجال بناء السفن، بدأت شركة هيتاشي في التخصص في أحجام أكبر من ناقلات النفط، وكانت رائدة في أساليب التصميم بمساعدة الكمبيوتر وتقنيات البناء المعيارية الآلية. استحوذت شركة هيتاشي على حوض بناء سفن آخر، وهو شركة مايزورو للصناعات الثقيلة، في عام 1971 وافتتحت حوض بناء سفن جديد في أرياكي في كيوشو في عام 1973.
ومع ذلك، أدت أزمة النفط العالمية في عام 1973، مع ما ترتب عليها من انخفاض في الطلب على السفن، إلى صعوبات مالية للشركة. لقد تضررت شركة هيتاشي زوسن، التي تعتمد أكثر من 50% من إيراداتها على السفن، بشدة بسبب إلغاء طلبات شراء الناقلات العملاقة ، وحاولت البقاء على قيد الحياة من خلال اللجوء إلى منصات النفط ومرافق تخزين النفط والهياكل الفولاذية والأنابيب والجسور. ومع ذلك، مع ارتفاع تكاليف المواد والخسائر الناجمة عن العقود ذات الأسعار الثابتة، والنفقات العامة العالية والمرافق الزائدة عن الحاجة، كان على الشركة أن تعيد الهيكلة منذ ثمانينيات القرن العشرين. بحلول عام 1988، وظفت الشركة 5,596 عاملاً فقط، بانخفاض عن 24,660 عاملاً قبل عشر سنوات. 
كما بذلت الشركة جهوداً قوية لتنويع أنشطتها بعيداً عن بناء السفن، وتوسعت بشكل خاص في مرافق التخلص من النفايات الصناعية والبلدية. ولكن خطوتها الأكثر جرأة كانت في أكتوبر/تشرين الأول 2002، عندما باعت عمليات بناء السفن إلى مشروع مشترك جديد مع شركة NKK Corporation (التي أصبحت الآن JFE Holdings ) يسمى Universal Shipbuilding Corporation (التي أصبحت الآن Japan Marine United ).
في مارس 2021، كشفت شركة هيتاشي زوسن عن بطارية ذات حالة صلبة بسعة 1000 مللي أمبير في الساعة، والتي اعتبرتها الشركة الأعلى من نوعها في العالم. 
في فبراير 2024، صرحت وزيرة الخارجية اليابانية يوكو كاميكاوا أن القرار الأخير الذي اتخذته الحكومة الكورية الجنوبية بالسماح بنقل الأموال من شركة هيتاتشي زوسين إلى المدعي الكوري الجنوبي الذي رفع دعوى قضائية للحصول على تعويضات بناءً على قضية العمالة من حقبة الحكم الاستعماري الياباني من عام 1910 إلى عام 1945 لشبه الجزيرة الكورية ترك الشركة في "وضع غير معقول".  استند دفع التعويض إلى حكم صادر عن المحكمة العليا لكوريا الجنوبية في ديسمبر 2023. 

## ملحوظات
1. ↑  Lindberg. Brown-, Green- and Blue-Water Fleets. page 78
2. 1 2 3  Pederson. International Directory of Company Histories
3. ↑  Inkster. Japanese Industrialisation. Page 124.
4. ↑  Organizational Structure Shunko Konwa-kai نسخة محفوظة 2012-09-18 at Archive.is
5. ↑  "'World's highest-capacity' solid-state battery developed in Japan". Nikkei Asia (بالإنجليزية البريطانية). Archived from the original on 2021-03-04. Retrieved 2021-03-04.
6. 1 2  "Japan, South Korea agree to work on North Korea issues". Kyodo News. 22 فبراير 2024. مؤرشف من الأصل في 2024-04-24. اطلع عليه بتاريخ 2024-02-22.